# Eretmocera basistrigata
Eretmocera basistrigata is een vlinder uit de familie dikkopmotten (Scythrididae). De wetenschappelijke naam van deze soort is voor het eerst geldig gepubliceerd in 1889 door Walsingham.
De soort komt voor in tropisch Afrika.